# 呉江区

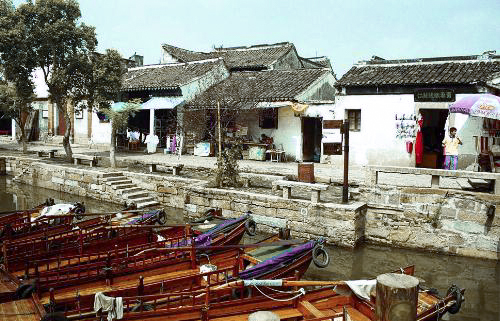
中国歴史文化名鎮の同里鎮

呉江区（ごこう-く）は中華人民共和国江蘇省蘇州市に位置する市轄区。

## 歴史
五代十国時代の909年に呉越によって県が設置された。元代には州に昇格するが、明代に県に戻された。清代に人口増加から、東部の呉江県と西部の震沢県に分割された。1912年に再度合併され、1992年に市となった。2012年に市轄区に昇格。

## 地理
呉江は東は上海市青浦区に、南東は浙江省嘉善県に、南は浙江省嘉興市と桐郷市に接し、南西は浙江省湖州市に、西は太湖に臨む。北は蘇州市呉中区に、北東は崑山市に接する。
呉江区には山地はなく地勢は低く平らで、東北から西南へ向けて緩慢な傾斜がある。南北の高低差は2.0メートル前後に過ぎない。区内には太湖があり京杭大運河が南北に貫くほか、河川が縦横に走り池や湖が密集する水郷地帯で、古来より「魚米之郷」として農業や漁業の盛んさを称賛された。また「絲綢之府」の美称がある繊維業の盛んな地域でもあった。
全市面積は1,176平方キロメートル（太湖の水面は含まず）で、そのうち水域面積は267.1平方キロメートル。

## 行政区画
- 街道:松陵街道、横扇街道、八坼街道、江陵街道
- 鎮:平望鎮、盛沢鎮、七都鎮、震沢鎮、桃源鎮、黎里鎮、同里鎮

## 経済
コンピュータ、紡績、光ファイバーケーブルが3本の柱である。産業の集中する区域は呉江経済開発区、汾湖経済開発区、盛沢鎮の3か所である。
交通は、かつては水運が主であった。南北に走る京杭大運河、東西に流れる太浦河により、長江デルタの各地と密接につながっていた。日中戦争前に蘇嘉線が開通し呉江を貫通したが、戦争中に破壊され再建されなかった。2000年に南北方向の蘇嘉杭高速道路と東西方向の滬蘇浙高速道路が開通し、地域の郷鎮を結ぶ道路も整備され、市内のどこからでも陸運が便利になった。最も近い鉄道駅は京滬線の蘇州駅（22キロ）で、空港では上海の虹橋空港まで80キロ。

## 出身者
- 施肇基 - 中華民国の外交官・政治家。満州事変時の国際連盟中国全権代表。中華民国の初代駐米大使。
- 費孝通 - 社会学者・人類学者・民族学者。